# 罗图姆河畔施泰因豪森
罗图姆河畔施泰因豪森是德国巴登-符腾堡州的一个市镇。总面积29.88平方公里，总人口1953人，其中男性987人，女性966人（2011年12月31日），人口密度65人/平方公里。